# Сопелана
Сопела́на, Сопела (ісп. Sopelana (офіційна назва), баск. Sopela) — муніципалітет в Іспанії, у складі автономної спільноти Країна Басків, у провінції Біская. Населення — 12 359 осіб (2009).
Муніципалітет розташований на відстані близько 330 км на північ від Мадрида, 13 км на північ від Більбао.
На території муніципалітету розташовані такі населені пункти: (дані про населення за 2009 рік)
- Мореага: 9443 особи
- Угерага: 2916 осіб

## Демографія
Динаміка населення (INE ):

## Галерея зображень

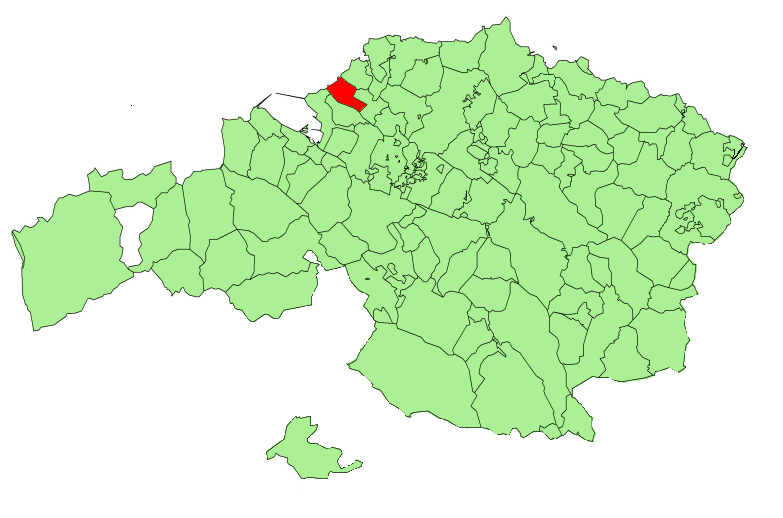
Розташування муніципалітету
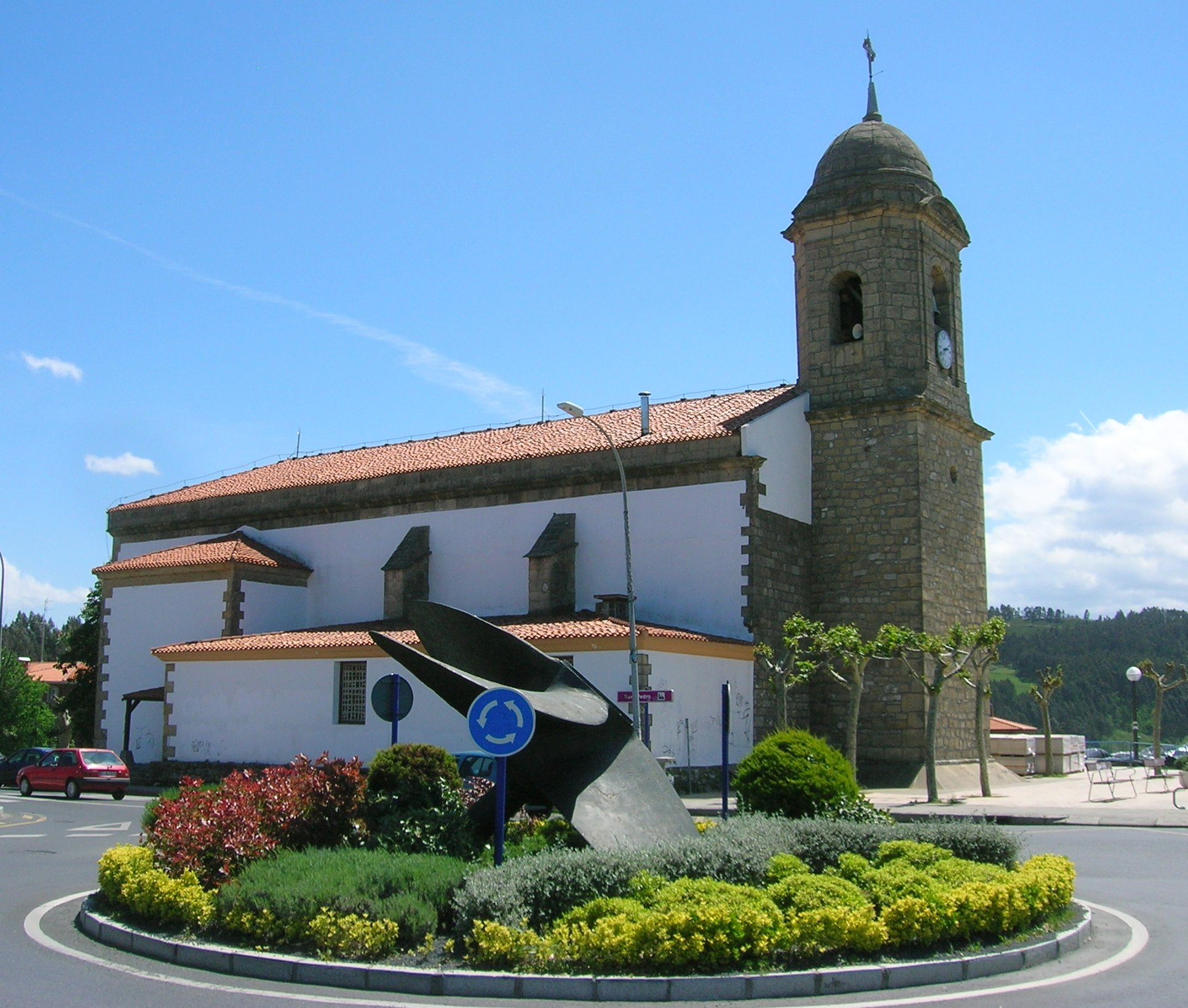
Церква Сан-Педро